# District de Geumsan
Le district de Geumsan est un district de la province du Chungcheong du Sud, en Corée du Sud.

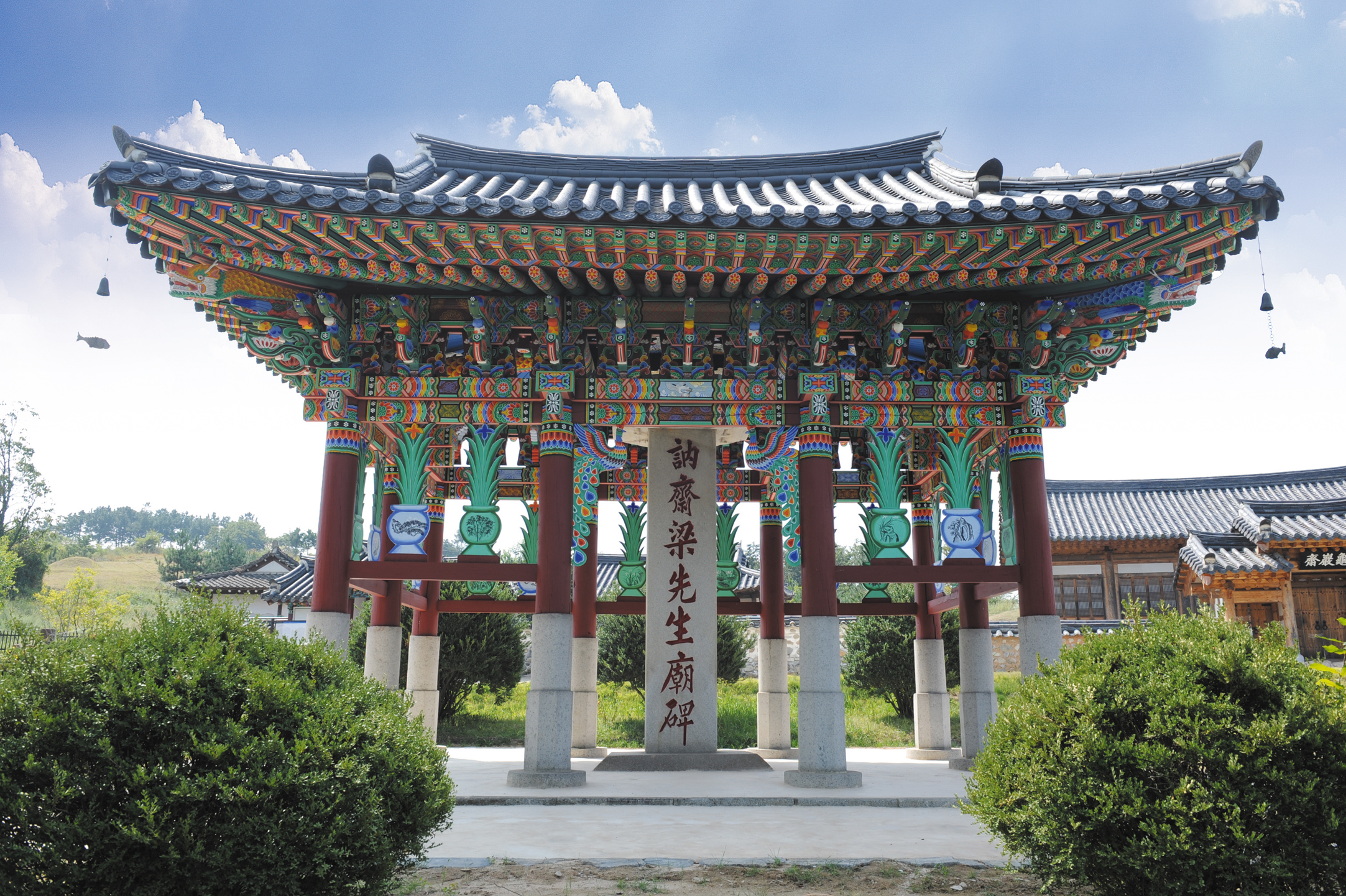
Gwiamsa

## Économie
Geumsan est connu pour son ginseng depuis la fin de la dynastie Goryeo.
Il possède aujourd'hui l'un des plus grands marchés de ginseng et d'herbes médicinales de Corée